# Maxey-sur-Vaise

Maxey-sur-Vaise este o comună în departamentul Meuse din nord-estul Franței. În 2010 avea o populație de 306 de locuitori.

## Evoluția populației
| An        | 1975 | 1982 | 1990 | 1999 | 2006 | 2010 |
| --------- | ---- | ---- | ---- | ---- | ---- | ---- |
| Populație | 355  | 330  | 293  | 328  | 310  | 306  |